# اوتربکن
اوتربکن (به سوئدی: Otterbäcken) یک منطقهٔ مسکونی در سوئد است که در بخش گولسپانگ واقع شده‌است. اوتربکن ۱٫۴۷ کیلومتر مربع مساحت و ۷۲۲ نفر جمعیت دارد.